# Плясан Микола Володимирович
Мико́ла Володи́мирович Пляса́н — старший лейтенант Збройних сил України.
Станом на лютий 2017 року — військовослужбовець 703-го інженерного полку.

## Нагороди
За особисту мужність, сумлінне та бездоганне служіння Українському народові, зразкове виконання військового обов'язку відзначений — нагороджений
- орденом «За мужність» III ступеня (3.11.2015).